# Lettiska vägen
Lettiska vägen (lettiska: Latvijas Ceļš) var ett liberalt politiskt parti i Lettland och var medlem i liberala internationalen och Europeiska liberala, demokratiska och reformistiska partiet. Partiet beskrev sig självt som ett "liberalt parti som skyddar folkets frihet att skapa sina egna liv". Dess ordförande var Ivars Godmanis.
Lettiska vägen bildades den 25 september 1993 av en grupp tidigare aktivister från Lettlands folkfront och lettiska exiler som återvänt till Lettland efter självständigheten från Sovjetunionen. Vid det första valet 1993 fick partiet 32,4 procent av väljarnas röster och blev det ledande partiet i en koalitionsregering. Vid valet 1995 fick partiet endast 14,6 procent av rösterna och 18% vid valet 1998. Trots detta fortsatte de som ett starkt parti i lettisk politik och var del i alla koalitionsregeringar i Lettland från juli 1993 till november 2002. Fyra partimedlemmar var premiärministrar i landet: Valdis Bikavs (från 1993 till 1994), Māris Gailis (från 1994 till 1995), Vilis Krištopans (från 1998 till 1999) och Andris Bērziņš (från 2000 till 2002). En femte tidigare premiärminister, Ivars Godmanis, anslöt sig till partiet efter hans mandatperiod som premiärminister var över.
Vid 2002 års riksdagsval fick partiet 4,9 procent av rösterna, strax under de 5 procent som säkrar representation i regeringen. Efter denna förlust lämnade flera politiker partiet för andra partier. Partiet fick 6,5 procent av rösterna i juni 2004 års val till Europaparlamentet. Vid 2006 års val gick partiet in i en koalition med Lettlands första parti och fick därmed tio platser i riksdagen.